# Salem (музичний гурт)
SALEM (іноді стилізується як S4LEM) — музичний інді-колектив із Траверс-Сіті, штат Мічиган, США, спеціалізується на виконанні електронної музики. Його заснували Хізер Марлатт, Джек Донохью та Джон Холланд. Salem визнаються піонерами у жанрі відомому як Witch House. Свій дебютний альбом King Night Salem випустив у 2010 році. У 2020 році гурт випустив мікстейп Stay Down, за яким послідував другий альбом Fires in Heaven, обидва без участі Хізер Марлатт, яка оскаржує своє відсторонення.

## Кар'єра
Гурт був сформований у 2008 році Джеком Донохью, Джоном Голландом та Хізер Марлатт. Дебютний студійний альбом King Night вийшов у 2010 році. Він увійшов до списків кращих альбомів року за версією AllMusic, DIY, NME, The Quietus та Stereogum.
Salem були неактивні з 2012 року, не випустивши жодного нового релізу з моменту виходу міні-альбому I'm Still in the Night у 2011 році. У 2016 році новий альбом Salem анонсував фотограф Вольфганг Тілльманс, який підтвердив цю новину у своєму Instagram-акаунті. Того ж року Salem офіційно повернулися з реміксом на пісню Тілльманса «Make It Up as You Go Along», яка увійшла до його міні-альбому Device Control. Однак гурт повністю відродився лише у травні 2020 року, коли гурт опублікував новий мікстейп під назвою «Stay Down», який був презентований на радіо NTS. Це перезавантаження гурту відбулося без учасниці Хізер Марлатт, яка дала негативний публічний коментар щодо ситуації, заявивши, що її вигнали.
Salem випустили свій перший сингл за майже десять років. Пісня «Starfall» була випущена 18 вересня 2020 року на лейблі Mad Decent's Decent Distribution. Музичне відео розповідає про подорож гурту через Талсу, Оклахому і Даллас, а також через Техас під час сезону торнадо. Режисерами кліпу виступили Донохью і Холланд разом із Томмі Малекоффом. У прес-релізі було зазначено, що пісня була «сигналом про майбутню додаткову роботу». Другий альбом Fires in Heaven, який вийшов через десять років після дебютного, був випущений 30 жовтня 2020 року. Разом з його попереднім замовленням 16 жовтня був представлений новий сингл під назвою «Red River».
10 листопада 2022 року Salem відіграли несподіваний діджей-сет на відкритті флагманського магазину бренду одягу Supreme у Чикаго, штат Іллінойс, що стало першим виступом гурту за понад 10 років. 28 липня 2023 року Salem відіграли свій перший сольний концерт за 12 років. Шоу відбулося в El Dorado Bumper Cars на Коні-Айленді, Нью-Йорк, квитки на яке були розпродані за лічені хвилини після початку онлайн трансляції.

## Учасники гурту

### Нинішній склад
- Джек Донохью (2008 — по теперішній час)
- Джон Голланд (2008 — по теперішній час)

### Колишній
- Гізер Марлатт (2008—2020).[2][3]

## Дискографія

### Студійні альбоми
- King Night[en] (2010)
- Fires in Heaven[en] (2020)

### Міні-альбоми
- Yes I Smoke Crack[en] (2008)
- Water (2008)
- I'm Still in the Night[en] (2011)

### Релізи DJ-міксів
- XXJFG (2009).[18]
- We Make It Good (2009).[19]
- Raver Stay Wif Me (2010).[20]
- I Buried My Heart Inna Wounded Knee (2010).[21]
- Sleep Now My One Little Eye (2010).[22]
- 5Min2Live: Gurn Baby Gurn (2010).[23]
- Bow Down (2011).[24]
- On Again / Off Again (2011).[24]
- Mother Always (2011).[25]
- Stay Down (2020).[26]

### Сингли
- «OhK» (2009)
- «Babydaddy» / «S.A.W.» (2009) (розділений з Tanlines[en])
- «Frost» / «Legend» (2009)
- «Asia» (2010)
- «Starfall» (2020)
- «Red River» (2020).[17]

### Ремікси
- Gucci Mane — «Bird Flu (Salem Remix)» (2009).[27]
- Gucci Mane — «Round One (Salem Remix)» (2009).[28]
- Playboy Tre — "Sideways (Salem Drag Chop Remix) від ATL RMX[en] (2009).[29]
- Gucci Mane — «My Shadow (Salem Remix)» (2010).[30]
- Health — «In Violet (Salem RMX)» з альбому Health::Disco2[en] (2010).[31]
- HIM — «In the Arms of Rain (Salem Remix)» з SWRMXS (2010).[32]
- These New Puritans[en] — «Hologram (Salem Remix)» з Hidden Remixes (2010).[33]
- Blonde Redhead — «Penny Sparkle (Salem Remix)» (2011).[34]
- Britney Spears — «Till the World Ends (Salem Remix)» (2011).[35][36]
- Charli XCX — «Stay Away (Salem's Angel Remix)» (2011).[37]
- Interpol — «Try It On (Salem RMX)» (2011).[38]
- Light Asylum[en] — «Shallow Tears (Like a Storm) (Salem Remix)» (2011).[39]
- The Cult — «Elemental Light (Salem Remix)» (2012).[40]
- Wolfgang Tillmans — «Make It Up as You Go Along (Salem Remix)» з альбому Device Control (2016).[41]
- Bladee & Mechatok — «Grace (Salem Remix)» (2021).[42]

### Продакшени
- Lil B — «Slangin Yayo» з альбому Red Flame: Evil Edition (2010).[43]